# Diane de France

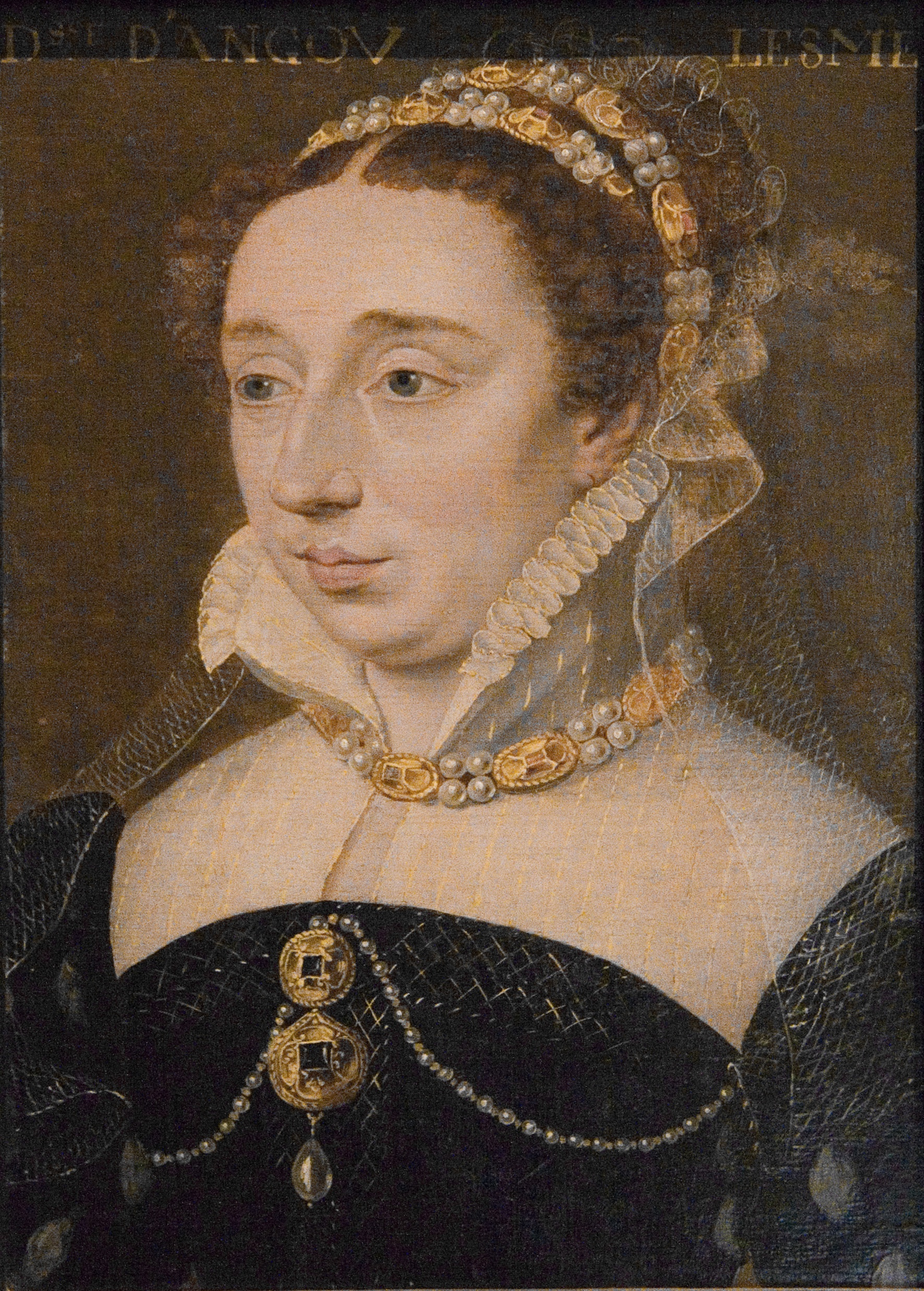
Porträt Dianes de France, Gemälde eines unbekannten Malers aus dem 16. Jh., Musée Carnavalet

Diane de France (deutsch Diana von Frankreich; * 25. Juli 1538 in Fossano; † 11. Januar 1619 in Paris), auch Diane de Valois genannt, war die uneheliche Tochter des französischen Königs Heinrich II. mit der Piemonteserin Filippa Duci (französisch Philippine Desducs). Sie trug ab 1563 aus eigenem Recht den Titel einer Herzogin von Châtellerault, den sie 1583 gegen den Titel einer Herzogin von Angoulême eintauschte.
Von den rund 80 Jahren ihres Lebens verbrachte sie die meiste Zeit am französischen Königshof und erlebte die Regierungen von insgesamt sieben Königen, von Franz I. bis Ludwig XIII. Dabei überlebte sie alle ihrer zwölf Halbgeschwister.

## Leben
Diane kam als erstes, aber uneheliches Kind des späteren französischen Königs Heinrich II. im italienischen Fossano zur Welt. Der 18-jährige Dauphin hatte im Herbst 1537 während einer Kampagne im Piemont die aus niederem Adel stammende Filippa Duci kennengelernt und mit ihr ein Kind gezeugt. Er ließ Mutter und Kind 1541 nach Frankreich holen, damit seine Tochter am französischen Königshof aufwachsen konnte. Heinrich gab sie in die Obhut seiner Favoritin Diane de Poitiers, die zugleich Dianes Patin wurde. Die enge Verbindungen zwischen Heinrichs Mätresse und seiner unehelichen Tochter veranlassten spätere Schreiber zu der falschen Behauptung, Diane de Poitiers sei die wahre Mutter und Filippa Duci lediglich eine Amme des Kindes gewesen. Zwei Hauslehrer sorgten für eine profunde Ausbildung, die einer französischen Prinzessin angemessen war. Auf dem Unterrichtsplan der Mademoiselle la Bâtarde, so zunächst der offizielle Titel Dianes de France, standen unter anderem Fremdsprachen wie Italienisch, Spanisch und Latein. Darüber hinaus erhielt sie Unterricht in Gesang und Tanz und lernte, mehrere Instrumente zu spielen, darunter auch Laute. Außerdem galt sie als eine exzellente Reiterin und begeisterte Anhängerin der Jagd, der sie bis ins hohe Alter nachging. Brantôme war der Meinung, dass es niemals eine bessere Reiterin vor ihr gegeben und keine Frau eine bessere Figur auf dem Pferd gemacht habe als die Prinzessin („[…] car je pense qu’il n’est pas possible que jamais dame ayt esté mieux à cheval qu’elle, ny de meilleure grâce.“)

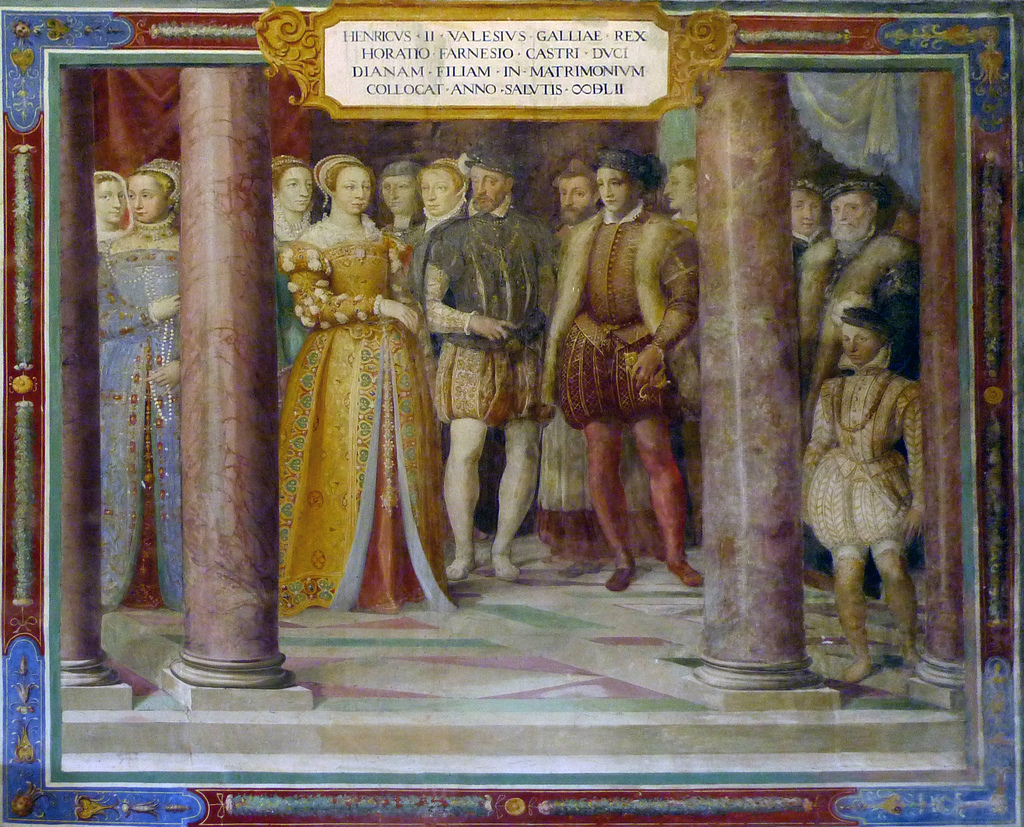
Heirat Dianes mit Orazio Farnese, Fresko von Taddeo Zuccari

Im Alter von 15 Jahren wurde Diane am 14. Februar 1553 mit Orazio Farnese, dem Herzog von Castro verheiratet. Der entsprechende Heiratsvertrag war nach langen Verhandlungen zwischen dem Unterhändler von Papst Paul III., der zugleich Großvater des Bräutigams war, und einem Vertreter des französischen Königshofs bereits im Juni 1547 unterschrieben worden. Doch das junge Glück währte nicht lange, denn Orazio wurde nur fünf Monate nach der Hochzeit bei der Verteidigung der Zitadelle von Hesdin gegen kaiserliche Truppen am 17. Juli des gleichen Jahres schwer verwundet und starb tags darauf. Diane kehrte daraufhin an den Hof zurück und blieb unter der Aufsicht Dianes de Poitiers, bis sie am 3. Mai 1557 von ihrem Vater in Villers-Cotterêts aus politischen Gründen mit François, dem ältesten Sohn des Connétables Anne de Montmorency, verheiratet wurde. Diese Verbindung war nicht ohne Probleme zustande gekommen, denn François hatte sich zuvor ohne Wissen seiner Familie heimlich mit Jeanne d’Hallewin de Piennes, einer Ehrendame der Königin, verlobt. François musste die Verbindung auf Druck seiner Eltern auflösen, doch in den Augen der katholischen Kirche konnte er wegen seines Eheversprechens keine andere Frau heiraten. François reiste nach Rom, um von Papst Paul IV. eine Dispens zu erreichen, aber vergebens. Erst Pauls Nachfolger Pius IV. erteilte diese schließlich im November 1560. Um die Heirat mit seiner Tochter trotzdem zu möglich, erließ Heinrich II. eine Anordnung, die heimliche Ehen ohne die elterliche Einwilligung erst für Männer ab 30 und Frauen ab 25 Jahren erlaubte und somit die Verbindung François’ mit der Hofdame nachträglich rechtswidrig machte. Seine Ehe mit Diane sollte dem späteren Marschall von Frankreich zweimal das Leben retten: Ihre Zugehörigkeit zum Königshaus bewahrte ihn 1572 davor, in der Bartholomäusnacht getötet zu werden, und durch ihre Fürsprache entkam er 1574 als Mitglied der sogenannten Malcontents (deutsch: Unzufriedenen) der Hinrichtung und wurde anstatt dessen nur in der Bastille inhaftiert.

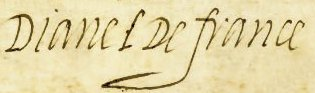
Unterschrift Dianes de France

Am 22. Juni 1563 ernannte Karl IX. seine Halbschwester zur Herzogin von Châtellerault, ehe er sie mit einer Urkunde aus dem April 1572 legitimierte. Seit jenem Monat signierte sie als Diane l. [= legitimée] de France. Im Februar 1576 erhob ihr Halbbruder Heinrich III. sie zusätzlich zur Herzogin von Étampes und gab ihr darüber hinaus diverse Seigneurien zur Nutznießung. Am 6. Mai 1579 machte der Tod ihres Mannes Diane nach 22-jähriger Ehe ein zweites Mal zur Witwe. Da die französische Krone Diane ihre per Heiratsvertrag garantierte Mitgift niemals ausgezahlt hatte, entschädigte Heinrich III. sie nach dem Tod François’, indem er ihr im August 1582 anstatt Châtellerault das wesentlich einträglichere Herzogtum Angoulême übertrug und sie zeitgleich zur Gräfin von Ponthieu ernannte. Mit dem erhöhten Einkommen konnte es sich Diane de France leisten, 1585 mit dem Bau eines Hôtels zu beginnen, das seinerzeit unter dem Namen Hôtel Angoulême bekannt war und heute Hôtel de Lamoignon heißt. Die zeitweilige Besetzung von Paris durch die katholische Liga im Zuge erneuter Kämpfe während der Hugenottenkriege, unterbrach die Arbeiten am Bau, und die Prinzessin zog sich in die Touraine zurück. Dort lebte sie mit ihrer Freundin Louise de Charansonnet bis zu deren Tod im Jahr 1591 zusammen und verfügte in ihrem Testament, an ihrer Seite begraben zu werden. Die offensichtlich lesbische Beziehung der beiden Frauen war auch Thema zweier 1581 und 1585 veröffentlichter Pamphlete.
Heinrich III. schätze seine Halbschwester sehr und vertraute ihr deshalb 1594 das Gouvernement des Limousin an, das sie 1605 gegen das des Bourbonnais eintauschte. Zu jener Zeit war ein solches Amt für eine Frau etwas sehr Außergewöhnliches. Diese Gunstbezeugungen sicherten dem König eine unumstößliche Loyalität seiner Halbschwester, die sie auch über seinen Tod hinaus bewahrte. Als nämlich sein Nachfolger Heinrich IV. 1596 beabsichtigte, durch das Edikt von Folembray sämtlichen Personen, die möglicherweise in die Ermordung Heinrichs III. involviert waren, Amnestie zu gewähren, widersetzte sie sich gemeinsam mit der Königinwitwe Louise de Lorraine-Vaudémont ganz offen diesem Plan und versuchte, ihn durch einen persönlichen Besuch im Parlement von Paris zu stoppen – jedoch vergebens. 1608 sorgte Diane dafür, dass die sterblichen Überreste Heinrichs III. nach seinem Tod von der Abtei Saint-Corneille in Compiègne nach Paris in die Basilika Saint-Denis gebracht wurden. Im Jahr darauf trug sie dafür Sorge, dass auch dessen Mutter Katharina von Medici aus der Kollegiatkirche Saint-Sauveur in Blois nach Paris überführt und am 5. April 1609 in der königlichen Grabkapelle von Saint-Denis beigesetzt wurde.

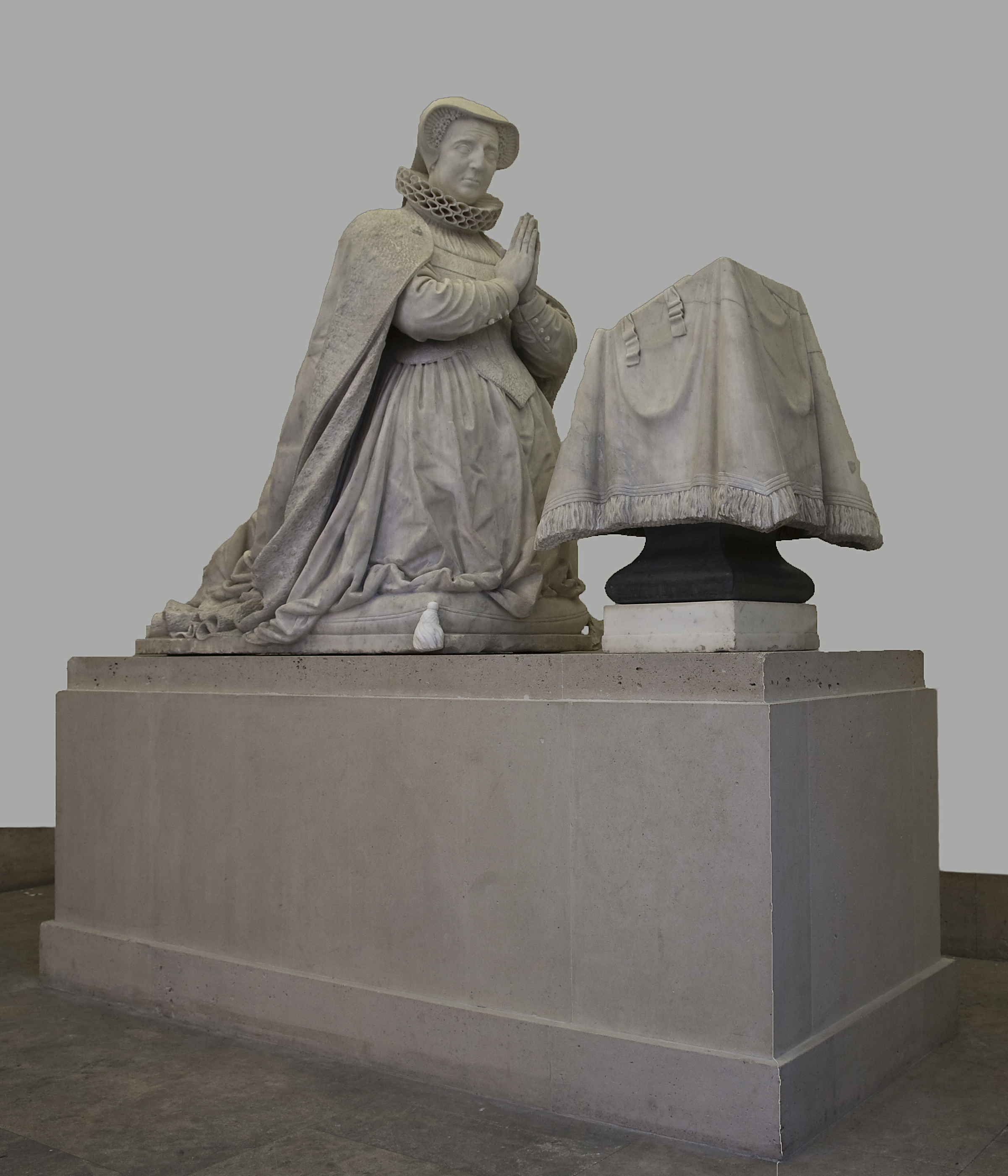
Grabmal Dianes de France

Diane de France starb am Mittag des 11. Januar 1619 in ihrem Pariser Hôtel Angoulême. Ihre Beisetzung fand am 5. Februar in der von ihr errichteten Chapelle Angoulême in der nicht mehr existenten Paulanerkirche am Place Royale (heute Place des Vosges) statt. Das dortige Grabmal aus Marmor mit einer von Thomas Boudin gefertigten Skulptur steht heute in einem Pavillon im Hof des Hôtels Lamoignon. Sie starb ohne Nachkommen, da ihr einziger Sohn Anne aus der Verbindung mit François de Montmorency nur einen Monat nach seiner Geburt im Oktober 1560 starb. Testamentarisch bestimmte sie ihren Neffen, François de Valois, comte d’Alais, einen Sohn Charles de Valois’, zu ihrem Alleinerben und hinterließ ihm neben zwei Truhen gefüllt mit Gold zahlreiche Besitzungen und Immobilien.

## Beraterin und Diplomatin
Zeitgenossen beschrieben die Herzogin als kluge und umsichtige Frau, die zwar bescheiden war, aber zugleich auch über großes Durchsetzungsvermögen verfügte. Diese Charakterzüge bescherten ihr das Vertrauen vieler Mitglieder der Königsfamilie und des französischen Hochadels. Nach dem Tod Heinrichs II. wählte die Regentin Katharina von Medici Diane als Vertreterin der Krone bei Friedensverhandlungen mit der hugenottischen Seite, darunter Henri I. de Bourbon, Fürst von Condé, und Ludwig von Nassau-Dillenburg. Auch ihre Halbbrüder nahmen während ihrer Regierungszeit häufig Dianes Hilfe in Anspruch oder ließen sich bei politischen Entscheidungen von ihr beraten. Oft schickten sie ihre Halbschwester als Unterhändlerin auf diplomatische Missionen. So war sie 1589 maßgeblich an der Versöhnung Heinrichs III. mit Heinrich von Navarra beteiligt und ebnete Letzterem damit den Weg auf den französischen Thron. Heinrich IV. war ein mündliches Versprechen Dianes sogar mehr Wert als jeder schriftlich festgelegte Vertrag.
Diane zeichnete auch für die Erziehung und Ausbildung vieler Sprösslinge aus Adelskreisen verantwortlich, die von ihren Eltern in ihre Obhut gegeben wurden. So beaufsichtigte sie zum Beispiel die Erziehung des späteren Königs Ludwig XIII. Auch die Familie Montmorency vertraute Diane den weiblichen Nachwuchs an: Sowohl Charlotte-Marguerite de Montmorency, die spätere Fürstin von Condé, als auch Marguerite de Foix-Candale, spätere Herzogin von Épernon, wurden während ihrer Kindheit und Jugend im Haus der Prinzessin unterrichtet.